# 佐賀コンピュータ専門学校

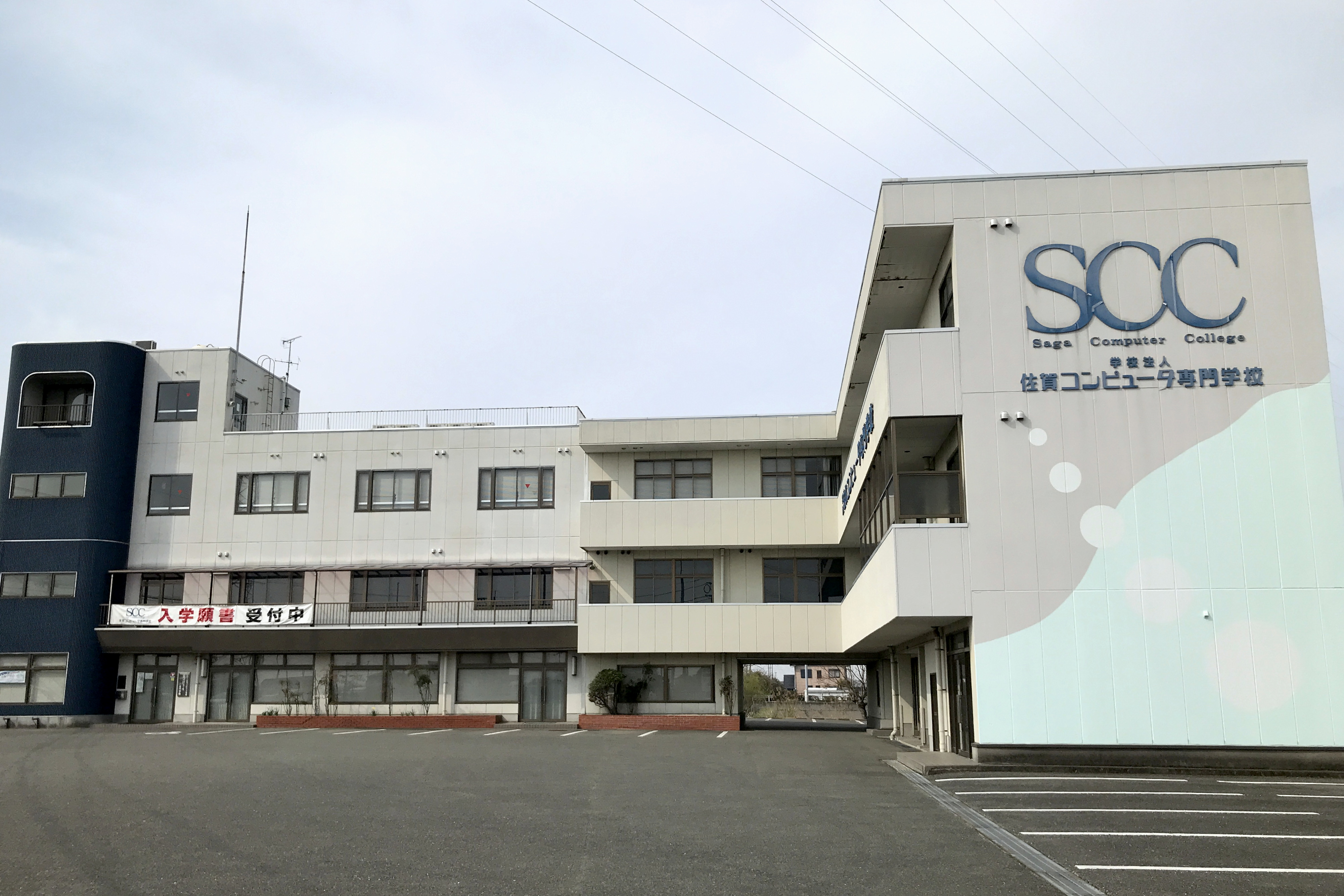
校舎

佐賀コンピュータ専門学校（さがコンピュータせんもんがっこう、略称「SCC」）とは、佐賀県佐賀市にある専修学校。
佐賀県高度情報化推進協議会会員。

## 所在地
- 佐賀県佐賀市兵庫町大字瓦町450-5

## アクセス
- 最寄り駅はJR長崎本線の伊賀屋駅。徒歩15分。自転車で10分。
- 国道34号沿い
- 佐賀駅バスセンターより西鉄バス佐賀および昭和自動車の境橋バス停か、佐賀市営バスの柴野バス停で下車。徒歩1～2分。

## 沿革
- 1984年（昭和59年）4月 - 佐賀県知事認可の各種学校として、佐賀コンピュータ学院開校
- 1984年（昭和59年）6月 - 校舎完成（佐賀市兵庫町）
- 1985年（昭和60年）6月 - 雇用促進事業団委託訓練（一般事務科）受託
- 1986年（昭和61年）4月 - 佐賀県知事認可の専修学校となる
- 1987年（昭和62年）3月 - 校舎増築完成
- 1987年（昭和62年）4月
  - 学校名を佐賀コンピュータ専門学校に改称
  - 佐賀県立中央高等職業訓練校委託訓練（OAビジネス科）受託
  - 高年齢労働者等受講奨励金制度の労働省指定を受ける
- 1988年（昭和63年）3月 - 通商産業省「情報化人材育成連携機関」委嘱校となる
- 1988年（昭和63年）4月 - 産能短期大学の併修校となる
- 1994年（平成6年）6月 - 学校創立10周年記念事業
- 1995年（平成7年）1月 - 文部大臣告示により「専門士」の称号付与校となる
- 1995年（平成7年）9月 - 文部省認可（財）CG-ARTS協会の認定CG教育校となる

## 学科・コース
- 情報処理システム科（専門士認定学科、2年制）
  - 情報システムコース - 1年次後期から、SEコースとSAコースに分かれる
  - 情報デザインコース
- 情報処理技術科（1年制）
  - 情報ビジネスコース
- 情報処理専攻科（1年制）
  - 情報システム研究コース

## その他
建物も狭く規模も小さいが、遠方の生徒は自家用車や電車で通学できる。最寄駅から無料自転車の貸出しも利用可能。